# Adolf Chybiński

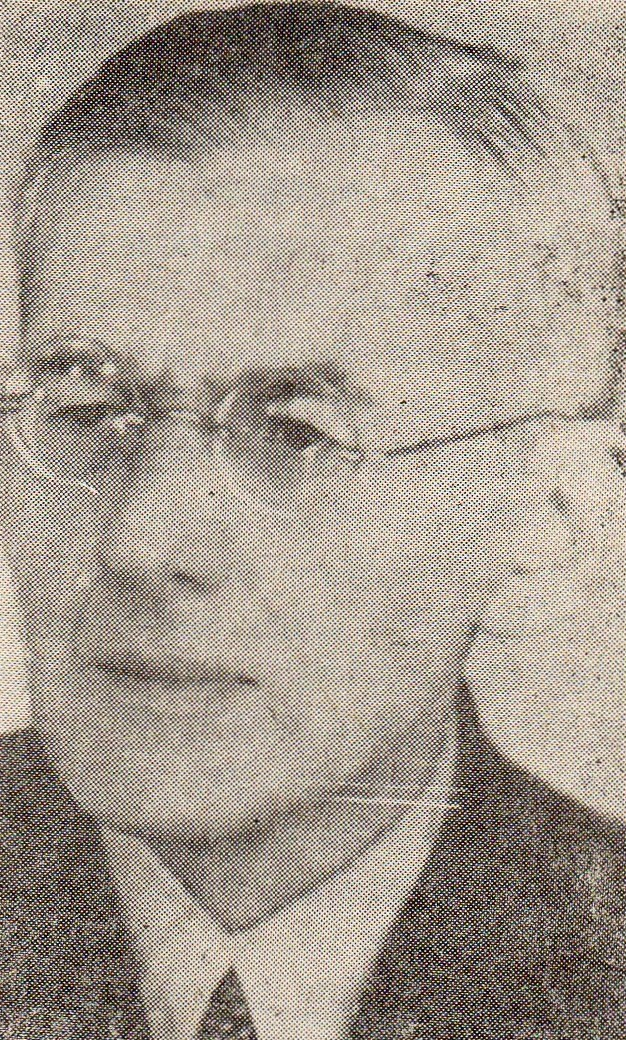
Adolf Chybiński

Adolf Chybiński (* 29. April 1880 in Krakau; † 31. Oktober 1952 in Poznań) war ein polnischer Musikwissenschaftler, -historiker, -ethnologe und -pädagoge.
Chybiński hatte in Krakau Klavierunterricht bei Jan Ostrowski, Antoni Szybalski und Alfons Szczerbiński. Von 1891 bis 1898 war er Schüler von Jan Drozdowski. Danach studierte er an der Jagiellonen-Universität in  Krakau Jura und zwischen 1899 und 1904 klassische Philologie bei Kazimierz Morawski (1852–1925) und Leon Sternbach (1864–1940) und Germanistik bei Wilhelm Creizenach. 1901–02 besuchte er das musikwissenschaftliche Seminar von Adolf Sandberger in München.
Ab 1904 setzte er seine musikwissenschaftliche Ausbildung bei Sandberger und Theodor Kroyer in München fort. Daneben besuchte er Vorlesungen in Kunstgeschichte bei Berthold Riehl (1858–1911) und Karl Voll (1867–1917), in deutscher Literaturgeschichte bei Karl Borinski (1861–1922) und Franz Muncker (1855–1926) und in Philosophie bei Theodor Lipps. Zwischen 1905 und 1907 nahm er privaten Kompositionsunterricht bei Ludwig Thuille.
Während seiner Münchener Zeit begann seine Arbeit als Musikwissenschaftler. 1908 entstand seine Dissertationsschrift Beiträge zur Geschichte des Taktschlagens, 1912 habilitierte er sich  mit der Schrift Teoria menzuralna w polskiej literaturze muzycznej pierwszej połowy XVI wieku an der Universität Lemberg. Er unterrichtete hier Musikwissenschaft und erhielt 1917 den Titel eines Professors. 1928–29 war er Dekan, 1929–31 Prodekan der Philosophischen Fakultät.
1914 führte er musikethnologische Forschungen im Podhale durch und veröffentlichte in den Folgejahren Artikel über polnische Volksmusik und 1924 an der Polnischen Akademie der Wissenschaften die Schrift Instrumenty muzyczne ludu polskiego na Podhalu.  1926 gehörte er zu den Gründungsmitgliedern des Vereins Freunde der Alten Musik in Warschau und war ab 1928 Chefredakteur von deren Publikationsreihe Wydawnictwo Dawnej Muzyki Polskiej. Außerdem wirkte er als Mitherausgeber des Kwartalnik Muzyczny und der Muzyka Polska und Redakteur der ersten beiden Bände der Polski Rocznik Muzykologiczny. Während der deutschen Besatzung gab er privaten Musikunterricht und arbeitete als Übersetzer für eine Sozialversicherungsgesellschaft.
1945 erhielt Chybiński einen Lehrstuhl an der Universität Poznań und leitete bis 1952 die musikwissenschaftliche Fakultät. 1948–49 war er erneut Redakteur des Kwartalnik Muzyczny. 1949 erschien der erste Band seiner Monographie über Mieczysław Karłowicz. 1950 erhielt er die Ehrendoktorwürde der Universität Poznań, 1952 wurde er Ehrenmitglied der Polnischen Akademie der Wissenschaften.

## Schriften
- Bogurodzica pod względem historyczno-muzycznym, 1907
- Materiały do dziejów królewskiej kapeli rorantystów na Wawelu, 1911
- Tabulatura organowa Jana z Lublina z 1540 r., 1911
- Teoria menzuralna w polskiej literaturze muzycznej pierwszej połowy XVI wieku, 1911
- Beiträge zur Geschichte des Taktschlagens, 1912
- Instrumenty muzyczne ludu polskiego na Podhalu, 1924
- Analizy dzieł wszystkich Fryderyka Chopina, 1949
- Mieczysław Karłowicz (1876-1909). Kronika życia artysty i taternika, 1949

## Quelle
- Polskie Centrum Informacji Muzycznej - Adolf Chybiński

| Personendaten    | Personendaten                                             |
| ---------------- | --------------------------------------------------------- |
| NAME             | Chybiński, Adolf                                          |
| KURZBESCHREIBUNG | polnischer Musikwissenschaftler, -ethnologe und -pädagoge |
| GEBURTSDATUM     | 29. April 1880                                            |
| GEBURTSORT       | Krakau                                                    |
| STERBEDATUM      | 31. Oktober 1952                                          |
| STERBEORT        | Poznań                                                    |